# Ligue nationale de hurling
Pour les articles homonymes, voir NHL.
Pour son équivalent en football gaélique, voir Ligue nationale de football gaélique.
La Ligue nationale de hurling (en anglais National Hurling League ou NHL), connue aussi pour des raisons de parrainage sous le nom de Allianz National Hurling League est une compétition de hurling disputée entre les comtés d’Irlande, sous les auspices de l’Association athlétique gaélique (GAA). La Ligue est la seconde compétition nationale de hurling la plus prestigieuse après le championnat d'Irlande.
En 2021 deux équipes sont déclarées co-vainqueurs, Galway et Kilkenny, puisque pour des raisons de politique sanitaire en temps de pandémie de Covid-19, la finale n'a pas été disputée.

## Histoire
La NFL s’est dispute pour la première fois en 1925-1926, soit 38 ans après le lancement du championnat d’Irlande. Laois GAA en a été le premier vainqueur. La Ligue a traditionnellement joué un rôle secondaire par rapport au All-Ireland, avec la plupart des comtés s’en servant comme d’une compétition de préparation au prestigieux championnat. Ceci est renforcé par le fait que la compétition se joue en hiver, de novembre à mars habituellement, loin des après-midi estivales théâtre du Championnat.
En 2002, la Ligue a changé son calendrier pour une saisonnalité comprise entre février et avril. Cela a accru son intérêt et entrainé une diffusion de la compétition par la télévision gaélique TG4.
Tipperary GAA est avec 20 victoires l’équipe qui a gagné le plus de fois la compétition. 

## Résultats
Sur fond jaune, les équipes qui ont aussi gagné le championnat d'Irlande de hurling la même année. Gagner la NHL n’est pas spécialement bon signe pour la victoire en championnat d’Irlande : seulement 25 % (19/74) des vainqueurs de la Ligue ont aussi emporté le All-Ireland. Mais depuis la refonte de la compétition en 2002, la tendance est en train de s’inverser sensiblement avec 3 double victoires sur 5 éditions.  
| Vainquers d'Irlande    |
| All-Ireland finalistes |

| Année                         | Vainqueurs                  | Le Score                                | Le Score                                | Finalistes                              | Lieu                                         | Captaine                      |
| ----------------------------- | --------------------------- | --------------------------------------- | --------------------------------------- | --------------------------------------- | -------------------------------------------- | ----------------------------- |
| 1925–26                       | Cork                        | 3–7                                     | 1–5                                     | Dublin                                  |                                              | Seán Óg Murphy                |
| 1926–27                       | Pas de Ligue cette année-là | Pas de Ligue cette année-là             | Pas de Ligue cette année-là             | Pas de Ligue cette année-là             | Pas de Ligue cette année-là                  | Pas de Ligue cette année-là   |
| 1927–28                       | Tipperary                   | Vainqueur avec 15 points en huit matchs | Vainqueur avec 15 points en huit matchs | Vainqueur avec 15 points en huit matchs | Vainqueur avec 15 points en huit matchs      | Johnny Leahy                  |
| 1928–29                       | Dublin                      | 7–4                                     | 5–5                                     | Cork                                    |                                              | Mick Gill                     |
| 1929–30                       | Cork                        | 3–5                                     | 3–0                                     | Dublin                                  |                                              | Eudie Coughlan                |
| 1930–31                       | Galway                      | 4–5                                     | 4–4                                     | Tipperary                               |                                              | Ignatius Harney               |
| 1931–32                       | Pas de Ligue cette année-là | Pas de Ligue cette année-là             | Pas de Ligue cette année-là             | Pas de Ligue cette année-là             | Pas de Ligue cette année-là                  | Pas de Ligue cette année-là   |
| 1932–33                       | Kilkenny                    | 3–8                                     | 1–3                                     | Limerick                                | Nowlan Park                                  | Eddie Doyle                   |
| 1933–34                       | Limerick                    | 3–6                                     | 3–3                                     | Dublin                                  | Gaelic Grounds                               | Mick Kennedy                  |
| 1934–35                       | Limerick                    | Vainqueur avec 15 points en huit matchs | Vainqueur avec 15 points en huit matchs | Vainqueur avec 15 points en huit matchs | Vainqueur avec 15 points en huit matchs      | Timmy Ryan                    |
| 1935–36                       | Limerick                    | Vainqueur avec 15 points en huit matchs | Vainqueur avec 15 points en huit matchs | Vainqueur avec 15 points en huit matchs | Vainqueur avec 15 points en huit matchs      | Timmy Ryan                    |
| 1936–37                       | Limerick                    | Vainqueur avec 15 points en huit matchs | Vainqueur avec 15 points en huit matchs | Vainqueur avec 15 points en huit matchs | Vainqueur avec 15 points en huit matchs      | Mick Mackey                   |
| 1937–38                       | Limerick                    | 5-2                                     | 1-1                                     | Tipperary                               |                                              | Mick Mackey                   |
| 1938–39                       | Dublin                      | 1–8                                     | 1–4                                     | Waterford                               |                                              | Mick Daniels                  |
| 1939–40                       | Cork                        | 8-9                                     | 6-4                                     | Tipperary                               |                                              | Jack Lynch                    |
| 1940–41                       | Cork                        | 4–11                                    | 2–7                                     | Dublin                                  |                                              | Connie Buckley                |
| 1941-45                       | Pas de Ligue ces années-là  | Pas de Ligue ces années-là              | Pas de Ligue ces années-là              | Pas de Ligue ces années-là              | Pas de Ligue ces années-là                   | Pas de Ligue ces années-là    |
| 1945–46                       | Clare                       | 2–10                                    | 2–5                                     | Dublin                                  | après un replay                              | Mick Daly                     |
| 1946–47                       | Limerick                    | 3–8                                     | 1–7                                     | Kilkenny                                | après un replay                              | Jackie Power                  |
| 1947–48                       | Cork                        | 3–3                                     | 1–2                                     | Tipperary                               |                                              | Jim Young                     |
| 1948–49                       | Tipperary                   | 3–5                                     | 3–3                                     | Cork                                    |                                              | Pat Stakelum                  |
| 1949–50                       | Tipperary                   | 3–8                                     | 1–10                                    | Kilkenny                                |                                              | Seán Kenny                    |
| 1950–51                       | Galway                      | 6–7                                     | 3–4                                     | Wexford                                 |                                              | M. J. 'Inky' Flaherty         |
| 1951–52                       | Tipperary                   | 4–7                                     | 4–6                                     | Wexford                                 |                                              | Pat Stakelum                  |
| 1952–53                       | Cork                        | 2–10                                    | 2–7                                     | Tipperary                               |                                              | David O'Leary                 |
| 1953–54                       | Tipperary                   | 3–10                                    | 1–4                                     | Kilkenny                                |                                              | Jimmy Finn                    |
| 1954–55                       | Tipperary                   | 3–5                                     | 1–5                                     | Wexford                                 |                                              | John Doyle                    |
| 1955–56                       | Wexford                     | 5–9                                     | 2–14                                    | Tipperary                               |                                              | Jim English                   |
| 1956–57                       | Tipperary                   | 3–11                                    | 2–7                                     | Kilkenny                                |                                              |                               |
| 1957–58                       | Wexford                     | 5–7                                     | 4–8                                     | Limerick                                |                                              |                               |
| 1958–59                       | Tipperary                   | 0–15                                    | 0–7                                     | Waterford                               |                                              |                               |
| 1959–60                       | Tipperary                   | 2–15                                    | 3–8                                     | Cork                                    |                                              | Tony Wall                     |
| 1960–61                       | Tipperary                   | 6–6                                     | 4–9                                     | Waterford                               |                                              | Matt Hassett                  |
| 1961–62                       | Kilkenny                    | 1–16                                    | 1–8                                     | Cork                                    |                                              | Alfie Hickey                  |
| 1962–63 (Replay)              | Waterford                   | 3-6 3-10                                | 3-6 1-10                                | New York                                | Croke Park Nowlan Park                       | John Meaney                   |
| Home final                    | Waterford                   | 2–15                                    | 4–7                                     | Tipperary                               |                                              | John Meaney                   |
| 1963–64                       | Tipperary                   | 5–12                                    | 1–4                                     | Wexford                                 |                                              |                               |
| 1964–65                       | Tipperary                   | 3–14                                    | 2–8                                     | Kilkenny                                |                                              | Jimmy Doyle                   |
| 1965–66                       | Kilkenny                    | 10–15                                   | 2–15                                    | New York                                |                                              | Jim Lynch                     |
| Home final                    | Kilkenny                    | 0–9                                     | 0–7                                     | Tipperary                               |                                              | Jim Lynch                     |
| 1966–67                       | Wexford                     | 3–10                                    | 1–9                                     | Kilkenny                                |                                              | Jimmy O'Brien (hurler)        |
| 1967–68                       | Tipperary                   | 6–27                                    | 4–22                                    | New York                                | Gaelic Park                                  | Mick Roche                    |
| Home final                    | Tipperary                   | 3–9                                     | 1–13                                    | Kilkenny                                |                                              | Mick Roche                    |
| 1968–69                       | Cork                        | 3–12                                    | 1–14                                    | Wexford                                 |                                              | Denis Murphy                  |
| 1969–70                       | Cork                        | 5–21                                    | 6–16                                    | New York                                | Gaelic Park                                  | Gerald McCarthy               |
| Home final                    | Cork                        | 2–17                                    | 0–7                                     | Limerick                                |                                              | Gerald McCarthy               |
| 1970–71                       | Limerick                    | 3–12                                    | 3–11                                    | Tipperary                               | Cork Athletic Grounds                        | Tony O'Brien                  |
| 1971–72                       | Cork                        | 3–14                                    | 2–14                                    | Limerick                                | Gaelic Grounds                               | Frank Norberg                 |
| 1972–73                       | Wexford                     | 4–13                                    | 3–7                                     | Limerick                                | Gaelic Grounds                               | John Quigley                  |
| 1973–74                       | Cork                        | 6–15                                    | 1–12                                    | Limerick                                | Gaelic Grounds                               | John Horgan                   |
| 1974–75                       | Galway                      | 4–9                                     | 4–6                                     | Tipperary                               | Gaelic Grounds                               | John Connolly                 |
| 1975–76 (R)                   | Kilkenny                    | 0–16 6–14                               | 2–10 1–14                               | Clare                                   | Semple Stadium                               | Phil 'Fan' Larkin             |
| 1976–77                       | Clare                       | 2–8                                     | 0–9                                     | Kilkenny                                | Semple Stadium                               | John McNamara                 |
| 1977–78                       | Clare                       | 3-10                                    | 1-10                                    | Kilkenny                                | Semple Stadium                               | Seán Stack                    |
| 1978–79                       | Tipperary                   | 3–15                                    | 0–8                                     | Galway                                  | Gaelic Grounds                               | Paddy Williams                |
| 1979–80 (R)                   | Cork                        | 2–10 4–15                               | 2–10 4–6                                | Limerick                                | Páirc Uí Chaoimh                             | Dermot Mac Curtain            |
| 1980–81                       | Cork                        | 3–11                                    | 2–8                                     | Offaly                                  | Semple Stadium                               | Dónal O'Grady                 |
| 1981–82                       | Kilkenny                    | 2–14                                    | 1–11                                    | Wexford                                 | Croke Park                                   | Brian Cody                    |
| 1982–83                       | Kilkenny                    | 2–14                                    | 2–12                                    | Limerick                                | Semple Stadium                               | Liam Fennelly                 |
| 1983–84                       | Limerick                    | 3–16                                    | 1–9                                     | Wexford                                 | Semple Stadium                               | Leonard Enright               |
| 1984–85                       | Limerick                    | 3–12                                    | 1–7                                     | Clare                                   | Semple Stadium                               | Leonard Enright               |
| 1985–86                       | Kilkenny                    | 2–10                                    | 2–6                                     | Galway                                  | Semple Stadium                               | Frank Holohan                 |
| 1986–87                       | Galway                      | 3–12                                    | 3–10                                    | Clare                                   | Semple Stadium                               | Conor Hayes                   |
| 1987–88                       | Tipperary                   | 3–15                                    | 2–9                                     | Offaly                                  | Croke Park                                   | Pat O'Neill                   |
| 1988–89                       | Galway                      | 2–16                                    | 4–8                                     | Tipperary                               | Croke Park                                   | Conor Hayes                   |
| 1989–90                       | Kilkenny                    | 0–19                                    | 0–9                                     | New York                                | Gaelic Park                                  | Kevin Fennelly                |
| Home final                    | Kilkenny                    | 3-12                                    | 1-10                                    | Wexford                                 | Croke Park                                   | Kevin Fennelly                |
| 1990–91                       | Offaly                      | 2–6                                     | 0–10                                    | Wexford                                 | Croke Park                                   | Danny Owens                   |
| 1991–92                       | Limerick                    | 0–14                                    | 0–13                                    | Tipperary                               | Gaelic Grounds                               | Joe O'Connor                  |
| 1992–93 (Replay) (2nd replay) | Cork                        | 2–11 0–18 3–11                          | 2–11 3–9 1–12                           | Wexford                                 | Semple Stadium                               | Brian Corcoran                |
| 1993–94                       | Tipperary                   | 2–14                                    | 0–12                                    | Galway                                  | Gaelic Grounds                               | George Frend                  |
| 1994–95                       | Kilkenny                    | 2–12                                    | 0–9                                     | Clare                                   | Semple Stadium                               | Bill Hennessy                 |
| 1995–96                       | Galway                      | 2–10                                    | 2–8                                     | Tipperary                               | Gaelic Grounds                               | Michael Coleman               |
| 1997                          | Limerick                    | 1–12                                    | 1–9                                     | Galway                                  | Cusack Park                                  | Gary Kirby                    |
| 1998                          | Cork                        | 2–14                                    | 0–13                                    | Waterford                               | Semple Stadium                               | Diarmuid O'Sullivan           |
| 1999                          | Tipperary                   | 1–14                                    | 1–10                                    | Galway                                  | Cusack Park                                  | Tommy Dunne                   |
| 2000                          | Galway                      | 2–18                                    | 2–13                                    | Tipperary                               | Gaelic Grounds                               | Joe Rabbitte                  |
| 2001                          | Tipperary                   | 1–19                                    | 0–17                                    | Clare                                   | Gaelic Grounds                               | Tommy Dunne                   |
| 2002                          | Kilkenny                    | 2–15                                    | 2–14                                    | Cork                                    | Semple Stadium                               | Andy Comerford                |
| 2003                          | Kilkenny                    | 5–14                                    | 5–13                                    | Tipperary                               | Croke Park                                   | D.J. Carey                    |
| 2004                          | Galway                      | 2–15                                    | 1–13                                    | Waterford                               | Gaelic Grounds                               | Ollie Canning                 |
| 2005                          | Kilkenny                    | 3–20                                    | 0–15                                    | Clare                                   | Semple Stadium                               | Peter Barry                   |
| 2006                          | Kilkenny                    | 3–11                                    | 0–14                                    | Limerick                                | Semple Stadium                               | Jackie Tyrrell                |
| 2007                          | Waterford                   | 0–20                                    | 0–18                                    | Kilkenny                                | Semple Stadium                               | Michael 'Brick' Walsh         |
| 2008                          | Tipperary                   | 3–18                                    | 3–16                                    | Galway                                  | Gaelic Grounds                               | Eoin Kelly                    |
| 2009                          | Kilkenny                    | 2–26                                    | 4–17                                    | Tipperary                               | Semple Stadium                               | Henry Shefflin                |
| 2010                          | Galway                      | 2–22                                    | 1–17                                    | Cork                                    | Semple Stadium                               | Shane Kavanagh                |
| 2011                          | Dublin                      | 0–22                                    | 1–07                                    | Kilkenny                                | Croke Park                                   | John McCaffrey                |
| 2012                          | Kilkenny                    | 3-21                                    | 0–16                                    | Cork                                    | Semple Stadium                               | Eoin Larkin                   |
| 2013                          | Kilkenny                    | 2-17                                    | 0–20                                    | Tipperary                               | Nowlan Park                                  | Colin Fennelly                |
| 2014                          | Kilkenny                    | 2-25                                    | 1-27                                    | Tipperary                               | Semple Stadium                               | Lester Ryan                   |
| 2015                          | Waterford                   | 1-24                                    | 0-17                                    | Cork                                    | Semple Stadium                               | Kevin Moran                   |
| 2016                          | Clare                       | 1-23                                    | 2-19                                    | Waterford                               | Semple Stadium                               | Cian Dillon & Tony Kelly      |
| 2017                          | Galway                      | 3-21                                    | 0-14                                    | Tipperary                               | Gaelic Grounds                               | David Burke                   |
| 2018                          | Kilkenny                    | 2-23                                    | 2-17                                    | Tipperary                               | Nowlan Park                                  | Cillian Buckley               |
| 2019                          | Limerick                    | 1-24                                    | 0-19                                    | Waterford                               | Croke Park                                   | Declan Hannon                 |
| 2020                          | Limerick                    | 0-36                                    | 1-23                                    | Clare                                   | Semple Stadium                               | Declan Hannon                 |
| 2021                          | Galway Kilkenny             | —                                       | —                                       | —                                       | Pas de Finale cette année-là (title partegé) | Pádraic Mannion Adrian Mullen |
| 2022                          | Waterford                   | 4-20                                    | 1-23                                    | Cork                                    | Semple Stadium                               | Conor Prunty                  |

## Performance par Comté
| Comté     | Victoires | Années des victoires | Finalistes | Années des Finalistes |
| --------- | --------- | --- | ---------- | --- |
| Kilkenny  | 19        | 1932–33, 1961–62, 1965–66, 1975–76, 1981–82, 1982–83, 1985–86, 1989–90, 1994–95, 2002, 2003, 2005, 2006, 2009, 2012, 2013, 2014, 2018, 2021 (partagé)            | 11         | 1946-47, 1949–50, 1953–54, 1956–57, 1964–65, 1966–67, 1967–68, 1976–77, 1977–78, 2007, 2011                                                                   |
| Tipperary | 19        | 1927–28, 1948–49, 1949–50, 1951–52, 1953–54, 1954–55, 1956–57, 1958–59, 1959–60, 1960–61, 1963–64, 1964–65, 1967–68, 1978–79, 1987–88, 1993–94, 1999, 2001, 2008 | 20         | 1930-31, 1937–38, 1939–40, 1947–48, 1952–53, 1955–56, 1962–63, 1965–66, 1970–71, 1974–75, 1988–89, 1991–92, 1995–96, 2000, 2003, 2009, 2013, 2014, 2017, 2018 |
| Cork      | 14        | 1925–26, 1929–30, 1939–40, 1940–41, 1947–48, 1952–53, 1968–69, 1969–70, 1971–72, 1973–74, 1979–80, 1980–81, 1992–93, 1998                                        | 9          | 1928-29, 1948–49, 1959–60, 1961–62, 2002, 2010, 2012, 2015, 2022                                                                                              |
| Limerick  | 13        | 1933–34, 1934–35, 1935–36, 1936–37, 1937–38, 1946–47, 1970–71, 1983–84, 1984–85, 1991–92, 1997, 2019, 2020                                                       | 9          | 1932-33, 1957–58, 1969–70, 1971–72, 1972–73, 1973–74, 1979–80, 1982–83, 2006                                                                                  |
| Galway    | 11        | 1930–31, 1950–51, 1974–75, 1986–87, 1988–89, 1995–96, 2000, 2004, 2010, 2017, 2021 (shared)                                                                      | 6          | 1978-79, 1985–86, 1993–94, 1997, 1999, 2008 |
| Wexford   | 4         | 1955–56, 1957–58, 1966–67, 1972–73 | 10         | 1950-51, 1951–52, 1954–55, 1963–64, 1968–69, 1981–82, 1983–84, 1989–90, 1990–91, 1992–93                                                                      |
| Clare     | 4         | 1945–46, 1976–77, 1977–78, 2016 | 7          | 1975-76, 1984–85, 1986–87, 1994–95, 2001, 2005, 2020 |
| Waterford | 4         | 1962-63, 2007, 2015, 2022 | 7          | 1938-39, 1958–59, 1960–61, 1998, 2004, 2016, 2019 |
| Dublin    | 3         | 1928–29, 1938-39, 2011 | 5          | 1925-26, 1929–30, 1933–34, 1940–41, 1945–46 |
| Offaly    | 1         | 1990–91 | 2          | 1980-81, 1987–88 |